# 輪舞
『輪舞』（りんぶ、独：Reigen）は、アルトゥル・シュニッツラーの戯曲。1900年に自費出版され、1920年12月23日、ベルリン小劇場にて初演された。ウィーンを舞台に、それぞれ2人の男女の情事前の会話劇が中心となる10景からなる。はじめは娼婦と兵卒、次の景はその兵卒と女中、次はその女中と若旦那、若旦那と若奥様、若奥様と夫、夫とおぼこ娘、おぼこ娘と詩人、詩人と女優、女優と伯爵…というふうに、相手が順繰りに入れ替わってゆき、最後に伯爵と最初に出てきた娼婦との組み合わせになって『輪舞』が完成するという構成。また景同士の間には情事をあらわす中断が入る。
シュニッツラーは1896年11月からこの戯曲を執筆し1897年2月に完成させていたが、当時の性道徳や階級理念に露骨に反した内容のために上演も出版も諦め、友人らとの私的な集まりでの朗読にとどめていた。そしてその原稿を1900年に200部だけ自費出版本で発行し知人らに贈り物として配っていたが、その後に作品の評判が高まり、1903年にウィーン書房から公刊される運びとなった。第一次世界大戦後に検閲がなくなったため上演が可能になったが、その際にも上演をめぐって法廷論争を引き起こしている。前評判は高かったが、初日を前にしてベルリン地方裁判所が、劇場の貸主である音楽学校校長からの上演禁止要請を認めて仮処分を下した。興行主である女優のアイソルトは裁判所検事立ち合いのもと上演を強行、アイソルトは裁判所に呼び出され、学者や演劇人、文化人らが鑑定人として意見を述べる騒ぎとなった。ウィーンでは上演を巡って、議会で賛成派の社会党と反対派のキリスト教共和党とで応酬が繰り広げられ、ベルリンではドイツ国民防衛協会と真国民軍人同盟が上演妨害の騒ぎを起こした。当時、三菱商事社員としてベルリンに駐在中だった秦豊吉はこの事件を『「輪舞」騒動記』という一文に認め、日本で発表した。
また、1950年にマックス・オフュルス監督により映画化（輪舞 (1950年の映画)）、その後もロジェ・ヴァディム監督（輪舞 (1964年の映画)）、オットー・シェンク監督（輪舞 (1973年の映画)）でそれぞれ映画化されている。
さらに、ブリュッセルのラ・モネ委託・制作で「Reigen」としてオペラ化。フィリップ・ブースマンス作曲、リュック・ボンディ台本・演出、ルシンダ・チャイルズ振付、シルヴァン・カンブルラン指揮で、1993年3月4日に初演された。公演の録音は、RicercarでCD化され、映像収録はベルギーを代表する映画監督アンドレ・デルヴォーが収録した。なお、2016年4月にニコラ・ヒュンペル新演出、再びカンブルラン指揮でシュトゥットガルトで初演され、5月6日の公演はストリーミングライブ放映され、その後arteで限定視聴するなどして開放している。